# Jan Zahradil

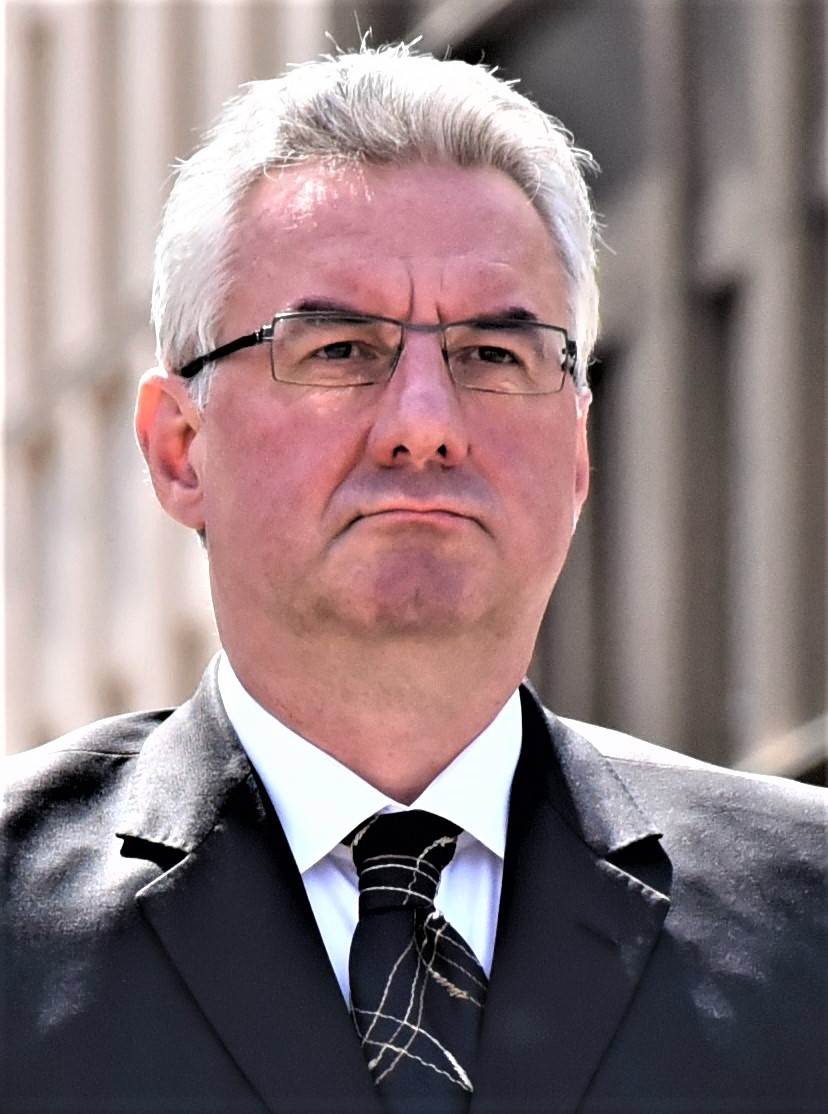
Jan Zahradil 2019

Jan Zahradil, född den 30 mars 1963 i Prag, är en tjeckisk politiker och ledamot av Europaparlamentet för Demokratiska medborgarpartiet (ODS) sedan 2004. Zahradil ingår i Gruppen Europeiska konservativa och reformister (ECR) och är vice ordförande i utskottet för internationell handel.

## Bakgrund
Zahradil utbildade sig vid institutet för kemisk teknologi i Prag, och efter sin examen 1987 arbetade han som forskare fram till 1992. Han talar tjeckiska, slovakiska, engelska, ryska, tyska och polska. Han är gift och har två barn.

## Karriär
Mellan 1990 och 1992 var Zahradil ledamot av Tjeckoslovakiens federala församling. Från 1995 till 1997 var Zahradil utrikespolitisk rådgivare till landets premiärminister, Václav Klaus. 1998 valdes Zahradil till Tjeckiens deputeradekammare, ett mandat som han behöll fram till 2004.
2001 valdes han till vice partiledare för ODS, och mellan 2002 och 2004 till förste vice partiledare. I Europaparlamentsvalet 2004 valdes han in i Europaparlamentet, och var ledare för Demokratiska medborgarpartiets delegation. Mellan 2004 och 2009 satt ODS i samma grupp som Europeiska folkpartiet, men efter Europaparlamentsvalet 2009 anslöt sig ODS till Gruppen Europeiska konservativa och reformister (ECR). I egenskap av ledare för ODS i parlamentet, deltog Zahradil i förhandlingarna om den nya politiska gruppen. Han är vice gruppledare för ECR, och dessutom partiledare för det europeiska partiet Alliansen europeiska konservativa och reformister (ACRE).
Han var 2019 ACRE:s kandidat till posten som Europeiska kommissionens ordförande, då Jean-Claude Juncker ersattes av Ursula von der Leyen, och ECR:s kandidat till posten som Europaparlamentets talman.
Zahradil är i Europaparlamentet numera vice ordförande för utskottet för internationell handel. Dessutom är han ledamot av delegation till den parlamentariska partnerskapsförsamlingen EU‒Förenade kungariket och delegationen för förbindelserna med länderna i Sydostasien och Sydostasiatiska nationers förbund (Asean). Han är även suppleant för utskottet för utveckling.

## Politiska åsikter
Jan Zahradil tillhör i stor utsträckning samma falang som president Václav Klaus gjorde inom ODS. Båda är starka euroskeptiker och skeptiska till människans effekt på klimatförändringar.